# Leptotarsus (Macromastix) submontanus
Leptotarsus (Macromastix) submontanus is een tweevleugelige uit de familie langpootmuggen (Tipulidae). De soort komt voor in het Australaziatisch gebied.